# Lista de senadores do Brasil da 48.ª legislatura
Esta é a lista de senadores do Brasil da 48.ª legislatura do Congresso Nacional. Inclui-se o nome civil dos parlamentares, o partido ao qual eram filiados na data da posse, sua unidade federativa de origem, bem como outras informações. Esta legislatura do Senado Federal durou de 1 de fevereiro de 1987 a 31 de janeiro de 1991.

## Composição das bancadas
| Partido | Líder          | Bancada | Posição  |
| ------- | -------------- | ------- | -------- |
| PMDB    | Severo Gomes   | 28 / 75 | Governo  |
| PFL     | Marco Maciel   | 13 / 75 | Governo  |
| PSDB    | Afonso Arinos  | 9 / 75  | Oposição |
| PDS     | Roberto Campos | 4 / 75  | Governo  |
| PRN     | João Castelo   | 4 / 75  | Governo  |
| PDT     | Nelson Wedekin | 4 / 75  | Oposição |
| PTB     |                | 4 / 75  | Governo  |
| PDC     |                | 3 / 75  | Governo  |
| PSB     | Jamil Haddad   | 2 / 75  | Oposição |
| PSC     |                | 1 / 75  | Governo  |
| PST     |                | 1 / 75  | Governo  |
| PL      | Alfredo Campos | 1 / 75  | Governo  |
| PMB     | Ney Maranhão   | 1 / 75  | Oposição |

## Mesa diretora
| Imagem | Cargo              | Nome                                            | Partido | Estado              |
| ------ | ------------------ | ----------------------------------------------- | ------- | ------------------- |
|        | Presidente         | Nelson Carneiro (Nelson de Souza Carneiro)      | PMDB    | Rio de Janeiro      |
|        | 1° Vice-Presidente | José Agripino Maia                              | PFL     | Rio Grande do Norte |
|        | 2° Vice-Presidente | Gérson Camata                                   | PMDB    | Espírito Santo      |
|        | 1° Secretário      | Jorge Bornhausen (Jorge Konder Bornhausen)      | PFL     | Santa Catarina      |
|        | 2° Secretário      | Ronan Tito                                      | PMDB    | Minas Gerais        |
|        | 3° Secretário      | Afonso Arinos (Afonso Arinos de Melo Franco)    | PSDB    | Rio de Janeiro      |
|        | 4° Secretário      | João Castelo (João Castelo Ribeiro Gonçalves)   | PRN     | Maranhão            |
|        | 1° Suplente        | Mário Covas (Mário Covas Júnior)                | PSDB    | São Paulo           |
|        | 2° Suplente        | Jarbas Passarinho (Jarbas Gonçalves Passarinho) | PDS     | Pará                |
|        | 3° Suplente        | Mauro Borges (Mauro Borges Teixeira)            | PDC     | Goiás               |
|        | 4° Suplente        | João Lyra (João José Pereira de Lyra)           | PSC     | Alagoas             |

## Senadores em exercício ao fim da legislatura
| Imagem              | Nome                                                     | Partido | Início de mandato       | Fim de mandato         | Observações                                                                                |
| Acre                | Acre                                                     | Acre    | Acre                    | Acre                   | Acre                                                                                       |
| ------------------- | -------------------------------------------------------- | ------- | ----------------------- | ---------------------- | ------------------------------------------------------------------------------------------ |
|                     | Mário Maia                                               | PDT     | 1° de fevereiro de 1983 | 31 de janeiro de 1991  | [ 1 ]                                                                                      |
|                     | Aluízio Bezerra (Aluízio Bezerra de Oliveira)            | PMDB    | 1° de fevereiro de 1987 | 31 de janeiro de 1995  | [ 2 ]                                                                                      |
|                     | Nabor Teles Jr (Nabor Teles da Rocha Júnior)             | PMDB    | 1° de janeiro de 1987   | 31 de janeiro de 1995  |                                                                                            |
| Alagoas             |                                                          |         |                         |                        |                                                                                            |
|                     | João Lyra (João José Pereira de Lyra)                    | PSC     | 1° de janeiro de 1989   | 31 de janeiro de 1991  | Primeiro suplente de Guilherme Palmeira                                                    |
|                     | Divaldo Suruagy                                          | PFL     | 1° de fevereiro de 1987 | 31 de dezembro de 1994 | Eleito Governador de Alagoas em 1994                                                       |
|                     | Teotônio Vilela Filho (Teotônio Brandão Vilela Filho)    | PSDB    | 1° de fevereiro de 1987 | 31 de dezembro de 2006 | Eleito Governador de Alagoas em 2006                                                       |
| Amazonas            |                                                          |         |                         |                        |                                                                                            |
|                     | Leopoldo Peres (Leopoldo Peres Sobrinho)                 | PMDB    | 4 de abril de 1987      | 31 de janeiro de 1991  | Assumiu após a renuncia do titular, que iria disputar as eleições de 1986                  |
|                     | Carlos Alberto de Carli                                  | PMDB    | 1° de fevereiro de 1987 | 31 de janeiro de 1995  | [ 7 ]                                                                                      |
|                     | Áureo Melo (Áureo Bringel de Melo)                       | PRN     | 15 de junho de 1987     | 31 de janeiro de 1995  | Suplente de Fábio Lucena                                                                   |
| Bahia               |                                                          |         |                         |                        |                                                                                            |
|                     | Luís Viana Filho                                         | PMDB    | 1° de fevereiro de 1975 | 5 de junho de 1990     | Faleceu no exercício do cargo                                                              |
|                     | Jutahy Magalhães (Jutahy Borges Magalhães)               | PMDB    | 1° de fevereiro de 1979 | 31 de janeiro de 1995  | [ 10 ]                                                                                     |
|                     | Rui Bacelar (Joaquim Rui Paulilo Bacelar)                | PMDB    | 1° de fevereiro de 1987 | 31 de janeiro de 1995  | [ 11 ]                                                                                     |
| Ceará               |                                                          |         |                         |                        |                                                                                            |
|                     | Afonso Sancho (José Afonso Sancho)                       | PDS     | 4 de junho de 1988      | 31 de janeiro de 1991  | Suplente de Virgílio Távora                                                                |
|                     | Cid Sabóia (Cid Sabóia de Carvalho)                      | PMDB    | 1° de fevereiro de 1987 | 31 de janeiro de 1995  | [ 13 ]                                                                                     |
|                     | Mauro Benevides (Carlos Mauro Cabral Benevides)          | PMDB    | 1° de fevereiro de 1987 | 31 de janeiro de 1995  | [ 14 ]                                                                                     |
| Distrito Federal    |                                                          |         |                         |                        |                                                                                            |
|                     | Pompeu de Sousa (Roberto Pompeu de Sousa Brasil)         | PMDB    | 1° de fevereiro de 1987 | 31 de janeiro de 1991  | Eleito para um mandato de quatro anos                                                      |
|                     | João Meira Filho (João Assis Meira Filho)                | PMDB    | 1° de fevereiro de 1987 | 31 de janeiro de 1991  | Eleito para um mandato de quatro anos                                                      |
|                     | Maurício Corrêa (Maurício José Corrêa)                   | PDT     | 1° de fevereiro de 1987 | 2 de outubro de 1992   | Se licenciou para assumir o Ministério da Justiça, onde ficou até o final do mandato       |
| Espírito Santo      |                                                          |         |                         |                        |                                                                                            |
|                     | José Ignácio Ferreira                                    | PST     | 1° de fevereiro de 1983 | 31 de janeiro de 1991  |                                                                                            |
|                     | Gérson Camata                                            | PMDB    | 1° de fevereiro de 1987 | 31 de janeiro de 2011  |                                                                                            |
|                     | João Calmon (João de Medeiros Calmon)                    | PMDB    | 1° de fevereiro de 1971 | 31 de janeiro de 1995  |                                                                                            |
| Goiás               |                                                          |         |                         |                        |                                                                                            |
|                     | Mauro Borges (Mauro Borges Teixeira)                     | PDC     | 1° de fevereiro de 1983 | 31 de janeiro de 1990  |                                                                                            |
|                     | Iram Saraiva (Iram de Almeida Saraiva)                   | PMDB    | 1° de fevereiro de 1987 | 17 de agosto de 1994   | Renunciou para assumir cargo no Tribunal de Contas da União                                |
|                     | Irapuan Costa Júnior                                     | PMDB    | 1° de fevereiro de 1987 | 31 de janeiro de 1995  |                                                                                            |
| Maranhão            |                                                          |         |                         |                        |                                                                                            |
|                     | Edison Lobão                                             | PFL     | 1° de fevereiro de 1995 | 31 de janeiro de 2019  |                                                                                            |
|                     | Alexandre Costa (Alexandre Alves Costa)                  | PFL     | 1° de fevereiro de 1971 | 29 de agosto de 1998   | Faleceu no exercício do cargo                                                              |
|                     | João Castelo (João Castelo Ribeiro Gonçalves)            | PRN     | 1° de fevereiro de 1983 | 31 de janeiro de 1991  |                                                                                            |
| Mato Grosso         |                                                          |         |                         |                        |                                                                                            |
|                     | Roberto Campos (Roberto de Oliveira Campos)              | PDS     | 1° de fevereiro de 1983 | 31 de janeiro de 1991  |                                                                                            |
|                     | Louremberg Rocha (Louremberg Ribeiro Nunes Rocha)        | PTB     | 1° de fevereiro de 1987 | 31 de janeiro de 1995  |                                                                                            |
|                     | Márcio Lacerda (José Márcio Panoff de Lacerda)           | PMDB    | 1° de fevereiro de 1987 | 31 de dezembro de 1994 | Eleito Vice-Governador do Mato Grosso em 1994                                              |
| Mato Grosso do Sul  |                                                          |         |                         |                        |                                                                                            |
|                     | Wilson Barbosa Martins                                   | PMDB    | 15 de março de 1987     | 31 de dezembro de 1994 | Eleito Governador de Mato Grosso do Sul em 1994                                            |
|                     | Mendes Canale (Antônio Mendes Canale)                    | PSDB    | 29 de junho de 1987     | 31 de janeiro de 1991  | Primeiro Suplente                                                                          |
|                     | Saldanha Derzi (Rachid Saldanha Derzi)                   | PMDB    | 1° de fevereiro de 1979 | 31 de janeiro de 1995  |                                                                                            |
| Minas Gerais        |                                                          |         |                         |                        |                                                                                            |
|                     | Edgar da Mata (Edgar Godoy da Mata Machado)              | PMDB    | 16 de março de 1990     | 31 de janeiro de 1991  | Primeiro Suplente de Itamar Franco                                                         |
|                     | Ronan Tito                                               | PMDB    | 1° de fevereiro de 1987 | 31 de janeiro de 1995  |                                                                                            |
|                     | Alfredo Campos (Alfredo José de Campos Melo)             | PL      | 15 de março de 1983     | 31 de janeiro de 1995  |                                                                                            |
| Pará                |                                                          |         |                         |                        |                                                                                            |
|                     | João de Paiva Menezes                                    | PFL     | 15 de março de 1987     | 31 de janeiro de 1991  | Primeiro Suplente de Hélio Gueiros                                                         |
|                     | Jarbas Passarinho (Jarbas Gonçalves Passarinho)          | PDS     | 1° de fevereiro de 1987 | 31 de janeiro de 1995  |                                                                                            |
|                     | Almir Gabriel (Almir José de Oliveira Gabriel)           | PSDB    | 1° de fevereiro de 1987 | 31 de janeiro de 1995  |                                                                                            |
| Paraíba             |                                                          |         |                         |                        |                                                                                            |
|                     | Marcondes Gadelha (Marcondes Iran Benevides Gadelha)     | PFL     | 15 de março de 1983     | 14 de março de 1991    |                                                                                            |
|                     | Raimundo Lira                                            | PRN     | 1° de fevereiro de 1987 | 31 de janeiro de 1995  |                                                                                            |
|                     | Humberto Lucena (Humberto Coutinho de Lucena)            | PMDB    | 1° de fevereiro de 1979 | 13 de abril de 1998    | Faleceu no exercício do cargo                                                              |
| Paraná              |                                                          |         |                         |                        |                                                                                            |
|                     | Leite Chaves (Francisco Leite Chaves)                    | PMDB    | 1° de fevereiro de 1987 | 31 de janeiro de 1995  |                                                                                            |
|                     | Affonso Camargo (Affonso Alves de Camargo Netto)         | PTB     | 1° de fevereiro de 1979 | 31 de janeiro de 1995  |                                                                                            |
|                     | José Richa                                               | PSDB    | 1° de fevereiro de 1987 | 31 de janeiro de 1995  |                                                                                            |
| Pernambuco          |                                                          |         |                         |                        |                                                                                            |
|                     | Marco Maciel (Marco Antônio de Oliveira Maciel)          | PFL     | 1° de fevereiro de 1983 | 31 de dezembro de 1994 | Eleito Vice-Presidente da República em 1994                                                |
|                     | Ney Maranhão (Ney de Albuquerque Maranhão)               | PMB     | 1° de fevereiro de 1987 | 31 de janeiro de 1995  |                                                                                            |
|                     | Mansueto de Lavor (Pedro Mansueto de Lavor)              | PMDB    | 1° de fevereiro de 1987 | 31 de janeiro de 1995  |                                                                                            |
| Piauí               |                                                          |         |                         |                        |                                                                                            |
|                     | João Lobo (João Calisto Lobo)                            | PFL     | 1° de fevereiro de 1983 | 31 de janeiro de 1991  |                                                                                            |
|                     | Hugo Napoleão (Hugo Napoleão do Rego Neto)               | PFL     | 1° de fevereiro de 1987 | 18 de novembro de 2001 | Renunciou para assumir o Governo do Piauí em 2001                                          |
|                     | Chagas Rodrigues (Francisco das Chagas Caldas Rodrigues) | PSDB    | 1° de fevereiro de 1987 | 31 de janeiro de 1995  |                                                                                            |
| Rio de Janeiro      |                                                          |         |                         |                        |                                                                                            |
|                     | Jamil Haddad                                             | PSB     | 1° de janeiro de 1986   | 31 de janeiro de 1991  | Primeiro Suplente de Saturnino Braga                                                       |
|                     | Afonso Arinos (Afonso Arinos de Melo Franco)             | PSDB    | 1° de fevereiro de 1987 | 27 de agosto de 1990   | Faleceu no exercício do cargo                                                              |
|                     | Nelson Carneiro (Nelson de Souza Carneiro)               | PMDB    | 1° de fevereiro de 1979 | 31 de janeiro de 1995  |                                                                                            |
| Rio Grande do Norte |                                                          |         |                         |                        |                                                                                            |
|                     | Carlos Alberto de Sousa                                  | PDC     | 1° de fevereiro de 1983 | 31 de janeiro de 1991  |                                                                                            |
|                     | Lavoisier Maia (Lavoisier Maia Sobrinho)                 | PDS     | 1° de fevereiro de 1987 | 31 de janeiro de 1995  |                                                                                            |
|                     | José Agripino Maia                                       | PFL     | 1° de fevereiro de 1987 | 11 de março de 1991    | Eleito Governador do Rio Grande do Norte em 1990                                           |
| Rio Grande do Sul   |                                                          |         |                         |                        |                                                                                            |
|                     | Carlos Chiarelli (Carlos Alberto Gomes Chiarelli)        | PFL     | 1° de fevereiro de 1983 | 31 de janeiro de 1991  |                                                                                            |
|                     | José Paulo Bisol                                         | PSB     | 1° de fevereiro de 1987 | 31 de janeiro de 1995  |                                                                                            |
|                     | José Fogaça (José Alberto Fogaça de Medeiros)            | PMDB    | 1° de fevereiro de 1987 | 31 de janeiro de 2003  |                                                                                            |
| Rondônia            |                                                          |         |                         |                        |                                                                                            |
|                     | Odacir Soares (Odacir Soares Rodrigues)                  | PFL     | 1° de fevereiro de 1983 | 31 de janeiro de 1999  |                                                                                            |
|                     | Olavo Pires (Olavo Gomes Pires Filho)                    | PTB     | 1° de fevereiro de 1987 | 16 de outubro de 1990  | Assassinado durante a campanha das eleições para o governo de Rondônia em 1990             |
|                     | Ronaldo Aragão (José Ronaldo Aragão)                     | PMDB    | 1° de fevereiro de 1987 | 31 de janeiro de 1995  |                                                                                            |
| Santa Catarina      |                                                          |         |                         |                        |                                                                                            |
|                     | Dirceu Carneiro (Dirceu José Carneiro)                   | PSDB    | 1° de fevereiro de 1987 | 31 de janeiro de 1995  |                                                                                            |
|                     | Jorge Bornhausen (Jorge Konder Bornhausen)               | PFL     | 1° de fevereiro de 1983 | 31 de janeiro de 1991  |                                                                                            |
|                     | Nelson Wedekin                                           | PDT     | 1° de fevereiro de 1987 | 31 de janeiro de 1995  |                                                                                            |
| São Paulo           |                                                          |         |                         |                        |                                                                                            |
|                     | Severo Gomes (Severo Fagundes Gomes)                     | PMDB    | 15 de março de 1983     | 31 de janeiro de 1991  |                                                                                            |
|                     | Fernando Henrique Cardoso                                | PSDB    | 15 de março de 1983     | 5 de outubro de 1992   | Se licenciou para assumir o Ministério de Relações Exteriores, posteriormente o da Fazenda |
|                     | Mário Covas (Mário Covas Júnior)                         | PSDB    | 1° de fevereiro de 1987 | 31 de dezembro de 1994 | Eleito Governador de São Paulo em 1994                                                     |
| Sergipe             |                                                          |         |                         |                        |                                                                                            |
|                     | Albano Franco (Albano do Prado Pimentel Franco)          | PRN     | 1° de fevereiro de 1983 | 31 de dezembro de 1994 | Eleito Governador do Sergipe em 1994                                                       |
|                     | Francisco Rollemberg (Francisco Guimarães Rollemberg)    | PMDB    | 15 de março de 1987     | 31 de janeiro de 1995  |                                                                                            |
|                     | Lourival Baptista                                        | PFL     | 15 de Mario de 1971     | 31 de janeiro de 1995  |                                                                                            |
| Tocantins           |                                                          |         |                         |                        |                                                                                            |
|                     | Moisés Abrão (Moisés Abrão Neto)                         | PDC     | 1° de janeiro de 1989   | 31 de janeiro de 1995  |                                                                                            |
|                     | Carlos Patrocínio (Carlos do Patrocínio Silveira)        | PTB     | 1° de janeiro de 1989   | 31 de janeiro de 2003  |                                                                                            |
|                     | Antônio Luiz Maia                                        | PDT     | 1° de janeiro de 1989   | 31 de janeiro de 1991  |                                                                                            |